# Sulphur Rock (Arkansas)
Sulphur Rock es un pueblo ubicado en el condado de Independence en el estado estadounidense de Arkansas. En el Censo de 2010 tenía una población de 456 habitantes y una densidad poblacional de 138,2 personas por km².

## Geografía
Según la Oficina del Censo de los Estados Unidos, Sulphur Rock tiene una superficie total de 3.3 km², de la cual 3.3 km² corresponden a tierra firme y (0%) 0 km² es agua.

## Demografía
Según el censo de 2010, había 456 personas residiendo en Sulphur Rock. La densidad de población era de 138,2 hab./km². De los 456 habitantes, Sulphur Rock estaba compuesto por el 95.83% blancos, el 1.75% eran afroamericanos, el 0.66% eran amerindios, el 0% eran asiáticos, el 0% eran isleños del Pacífico, el 0% eran de otras razas y el 1.75% pertenecían a dos o más razas. Del total de la población el 0.44% eran hispanos o latinos de cualquier raza.